# ベンチャー・スミス
ベンチャー・スミス (1729–1805）は、 東アフリカ出身の元奴隷。6歳の時に奴隷として売られ、ゴールド・コースト（現在のガーナ）からアメリカ・ロードアイランドに移る。その後、結婚を経て子供を作り、自力で稼いだ資金で奴隷の身分解放の権利を買い、自由を彼の家族と共に得た。
彼の物語は後に自伝書籍化『A Narrative of the Life and Adventures of Venture, a Native of Africa: But Resident above Sixty Years in the United States of America, Related by Himself（原題）』され、最古のアフリカ系アメリカ人の自伝・声として、また大西洋奴隷貿易の当時の状況を知る資料として、幅広く知られている。